# Julián Mosquera
Julián Mosquera (Medellín, Antioquia, Colombia; 27 de abril de 1981) es un futbolista colombiano. Juega de delantero y su equipo actual es la Asociación Deportiva San Carlos de la Primera División de Costa Rica.
A inicio de 2010 iba a reforzar al Cienciano del Cusco, pero no pudo quedarse en el equipo por un problema con el cupo de extranjeros.

## Clubes
| Club                | País       | Año           |
| ------------------- | ---------- | ------------- |
| Atlético Nacional   | Colombia   | 2004          |
| Talleres de Córdoba | Argentina  | 2005          |
| Atlanta             | Argentina  | 2005 - 2006   |
| Belgrano            | Argentina  | 2006          |
| All Boys            | Argentina  | 2007          |
| El Porvenir         | Argentina  | 2007 - 2008   |
| Atlético La Sabana  | Colombia   | 2009          |
| Cienciano           | Perú       | 2010          |
| Academia            | Colombia   | 2010          |
| Árabe Unido         | Panamá     | 2011 - 2012   |
| San Carlos          | Costa Rica | 2012-presente |